# Josina Siegenthaler
Josina Siegenthaler (* 19. November 1997) ist eine Schweizer Telemarkerin.

## Werdegang
Am 31. Januar 2015 nahm Siegenthaler an den Französischen Meisterschaften teil und kam im Classic-Rennen auf den 7. Platz. Am 14. März 2015 gab sie ihr Debüt bei ihrem Heimrennen in Mürren und kam im Classic Sprint-Rennen auf den 11. Platz. In der Weltcupgesamtwertung belegte sie den 22. und im Classic Sprint den 21. Platz.

## Erfolge

### Weltcup-Platzierungen
| Saison  | Gesamt | Riesenslalom | Classic | Classic Sprint | Parallelsprint |
| ------- | ------ | ------------ | ------- | -------------- | -------------- |
| 2014/15 | 22.    | –            | –       | 21.            | –              |